# Продукт за еднократна употреба
Продукт за еднократна употреба е изделие, което се използва веднъж по предназначение и се изхвърля в кошчето в края на тази употреба. Например, широко разпространени са прибори за хранене за еднократна употреба. Еколозите се стремят да намалят употребата на предмети за еднократна употреба или поне да се премине от неразградими съдове за еднократна употреба към такива, които могат да се разградят бързо, за да се сведе до минимум количеството на отпадъците, генерирани от употребата на прибори за еднократна употреба.

## Примери за продукти за еднократна употреба

### Кухня
- Съдове за печене: Изделия за печене за еднократна употреба, изработени от тънък алуминий. Основното предимство е премахването на необходимостта от промиване на матрицата за по-нататъшна употреба. Друго предимство е използването на шаблона като част от опаковката на сладкиши за маркетинг.
- Алуминиево фолио[1]
- Опаковки на храните: В миналото е било използвано опаковане на храните в съдове за многократна употреба, като например стъклени бутилки, но през втората половина на 20 век хранителната промишленост преминава към използването на опаковки за еднократна употреба, осигуряващи по-добра хигиена. Някои от опаковките за еднократна употреба се рециклират, като се използват като суровини в индустрията.

### Наука и технологии
- Медицина: Много средства, използвани в медицината, са за еднократна употреба, за да се предотврати предаването на повторни заболявания.
- LED осветление: Светодиодните осветителни тела не могат да се поддържат и нямат крушки, което означава, че ако тялото спре да работи, то не може да бъде ремонтирано и заменено с ново осветително тяло.